# Gephyrocapsa oceanica
Espèce
Gephyrocapsa oceanica est une espèce d'algue de la classe des Prymnesiophyceae (ou Coccolithophyceae), de la famille des Noelaerhabdaceae.